# Quercus kelloggii
 (novembre 2011).
Si vous disposez d'ouvrages ou d'articles de référence ou si vous connaissez des sites web de qualité traitant du thème abordé ici, merci de compléter l'article en donnant les références utiles à sa vérifiabilité et en les liant à la section « Notes et références ».
Espèce
Statut de conservation UICN

 LC  : Préoccupation mineure

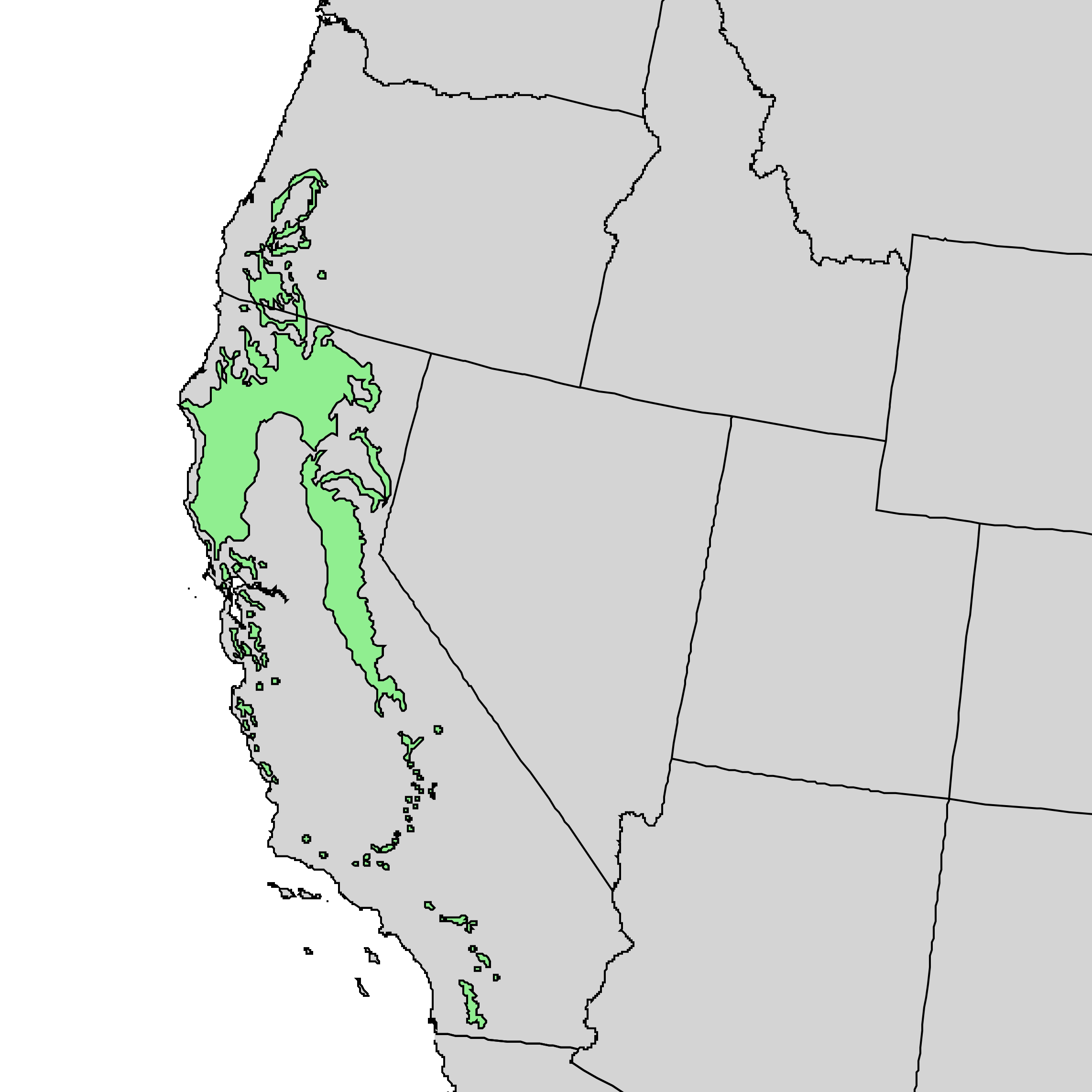
Distribution naturelle.

Quercus kelloggii, parfois nommé chêne noir de Californie ou chêne de Kellogg est une espèce de chênes (famille des Fagaceae). Il pousse en Amérique du Nord et est très proche du chêne noir (Quercus velutina) que l'on trouve dans l'est et le centre du continent. Il mesure environ 9 à 25 m et son tronc a un diamètre de 30 cm à 1,4 m. Il peut vivre jusqu'à 500 ans.
Ses glands constituent la nourriture de base des indiens Yosemite. 